# Stazione meteorologica di Lisbona Centro
La stazione meteorologica di Lisbona Centro, o Instituto Geofísico do Infante Dom Luiz, è la stazione meteorologica di riferimento per il servizio meteorologico portoghese e per l'Organizzazione meteorologica mondiale, relativa al centro della città di Lisbona.

## Coordinate geografiche
La stazione meteorologica è situata in Portogallo, nella città di Lisbona, a 77 metri s.l.m. e alle coordinate geografiche 38°26′N 9°05′W.

## Dati climatologici
Secondo i dati medi del trentennio 1961-1990, la temperatura media del mese più freddo, gennaio, si attesta a +11,4 °C, mentre quella del mese più caldo, agosto, è di +22,8 °C.

Le precipitazioni medie annue si aggirano sui 750 mm, distribuite mediamente in 117 giorni, con marcato minimo in estate e picco massimo in autunno-inverno  .
| Lisbona Centro      | Mesi  | Mesi  | Mesi | Mesi | Mesi | Mesi | Mesi | Mesi | Mesi | Mesi | Mesi  | Mesi  | Stagioni | Stagioni | Stagioni | Stagioni | Anno  |
| Lisbona Centro      | Gen   | Feb   | Mar  | Apr  | Mag  | Giu  | Lug  | Ago  | Set  | Ott  | Nov   | Dic   | Inv      | Pri      | Est      | Aut      | Anno  |
| ------------------- | ----- | ----- | ---- | ---- | ---- | ---- | ---- | ---- | ---- | ---- | ----- | ----- | -------- | -------- | -------- | -------- | ----- |
| T. max. media (°C)  | 14,5  | 15,6  | 17,6 | 19,1 | 21,7 | 24,8 | 27,4 | 27,9 | 26,4 | 22,4 | 17,8  | 14,8  | 15,0     | 19,5     | 26,7     | 22,2     | 20,8  |
| T. min. media (°C)  | 8,2   | 9,0   | 9,9  | 11,1 | 13,0 | 15,6 | 17,4 | 17,7 | 17,0 | 14,6 | 11,2  | 8,9   | 8,7      | 11,3     | 16,9     | 14,3     | 12,8  |
| Precipitazioni (mm) | 109,6 | 110,8 | 68,9 | 64,0 | 38,6 | 21,2 | 4,8  | 5,7  | 25,7 | 80,3 | 113,5 | 107,6 | 328,0    | 171,5    | 31,7     | 219,5    | 750,7 |
| Giorni di pioggia   | 15    | 15    | 13   | 12   | 8    | 5    | 2    | 2    | 6    | 11   | 14    | 14    | 44       | 33       | 9        | 31       | 117   |

## Temperature estreme mensili dal 1901 in poi
Nella tabella sottostante sono indicate le temperature estreme mensili registrate dal 1901 in poi con il relativo anno in cui sono state registrate. La temperatura massima assoluta finora registrata è di +43,3 °C e risale al 4 agosto 2018, mentre la temperatura minima assoluta finora rilevata è di -1,2 °C ed è datata 11 febbraio 1956.
| Lisbona Centro (1901-2023) | Mesi        | Mesi        | Mesi        | Mesi        | Mesi        | Mesi        | Mesi        | Mesi        | Mesi        | Mesi        | Mesi        | Mesi        | Stagioni | Stagioni | Stagioni | Stagioni | Anno |
| Lisbona Centro (1901-2023) | Gen         | Feb         | Mar         | Apr         | Mag         | Giu         | Lug         | Ago         | Set         | Ott         | Nov         | Dic         | Inv      | Pri      | Est      | Aut      | Anno |
| -------------------------- | ----------- | ----------- | ----------- | ----------- | ----------- | ----------- | ----------- | ----------- | ----------- | ----------- | ----------- | ----------- | -------- | -------- | -------- | -------- | ---- |
| T. max. assoluta (°C)      | 23,1 (1913) | 25,4 (1960) | 29,4 (2002) | 32,4 (2023) | 35,1 (1965) | 41,5 (1981) | 40,6 (1991) | 43,3 (2018) | 39,2 (2016) | 35,3 (1948) | 27,8 (1970) | 23,2 (1985) | 25,4     | 35,1     | 43,3     | 39,2     | 43,3 |
| T. min. assoluta (°C)      | 0,0 (1938)  | −1,2 (1956) | 0,3 (2005)  | 4,3 (1911)  | 6,4 (1947)  | 9,5 (1902)  | 12,1 (1956) | 11,2 (1918) | 10,3 (1956) | 6,7 (1935)  | 2,9 (1901)  | 0,0 (1926)  | −1,2     | 0,3      | 9,5      | 2,9      | −1,2 |